# Lars Jorde
Lars Jorde (født 22. juli 1865 i Vang i Hedmark ved Hamar i Innlandet fylke ; død 25. september 1939 i Lillehammer) var en norsk kunstmaler.
Jorde kom 1889 på Den kongelige Tegneskole og studerede samme år nogle måneder hos Gerhard Munthe i området ved Mjøsa. Han var 1893 hos Alfred Roll i Paris, 1894-96 ved Eilif Peterssens og Harriet Backers malerskole og flere vintre sidst i 1890'erne hos Kristian Zahrtmann i København.
Sommeren 1894 malede han med malerkolleger i Vågå i Gudbrandsdalen − den såkaldte 'Vågåsommeren' − hvor ti unge kunstnere tog ophold på en af deltagernes gård og tegnede og malede.
I denne første periode dyrkede han det nyromantiske stemningsmaleri. Et besøg i Paris 1900 påvirkede ham i impressionistisk retning.
| - Lars Jorde portrætteret - Halfdan Egedius og Lars Jorde. Foto: L. Szacinski, 1895 - Halfdan Egedius og Lars Jorde. Foto: L. Szacinski, 1895 - Maleri af Severin Grand (no), 1909 - Jorde ca. 1930 |

| - Værker af Lars Jorde - Tegning til Frem over Polhavet. Den norske polarfærd 1893-96. Om Fridtjof Nansens Fram-ekspedition Kilde: Nansen: Farthest North, Vol. II, udgivet af Constable & Co, London 1897 - Tegning efter foto. Den snedækkede hytte på Franz Josefs Land, hvor Nansen og Johansen tilbragte vinteren 1895-96 Kilde: Nansen: Farthest North, Vol. II - Landskab, 1896 - Landskab, 1899 - Jysk landskab, 1899 - Vårløsning, 1901 - Tredje april 1904 - Fra Fiesole i Toscana, Italien, 1911 - Høstkveld, efterårsaften i Fåberg, Lillehammer kommune, 1931 |

## Illustrationer til 'I cancelliraadens dage' af Tryggve Andersen
I cancelliraadens dage − Interiører og skildringer fra oplandede er en roman af den norske forfatter Tryggve Andersen fra 1897 som Lars Jorde udførte illustrationer til
| - Lars Jordes illustrationer til 'I cancelliraadens dage' af Tryggve Andersen |